# Konglomerat (bergart)
För andra betydelser, se Konglomerat.

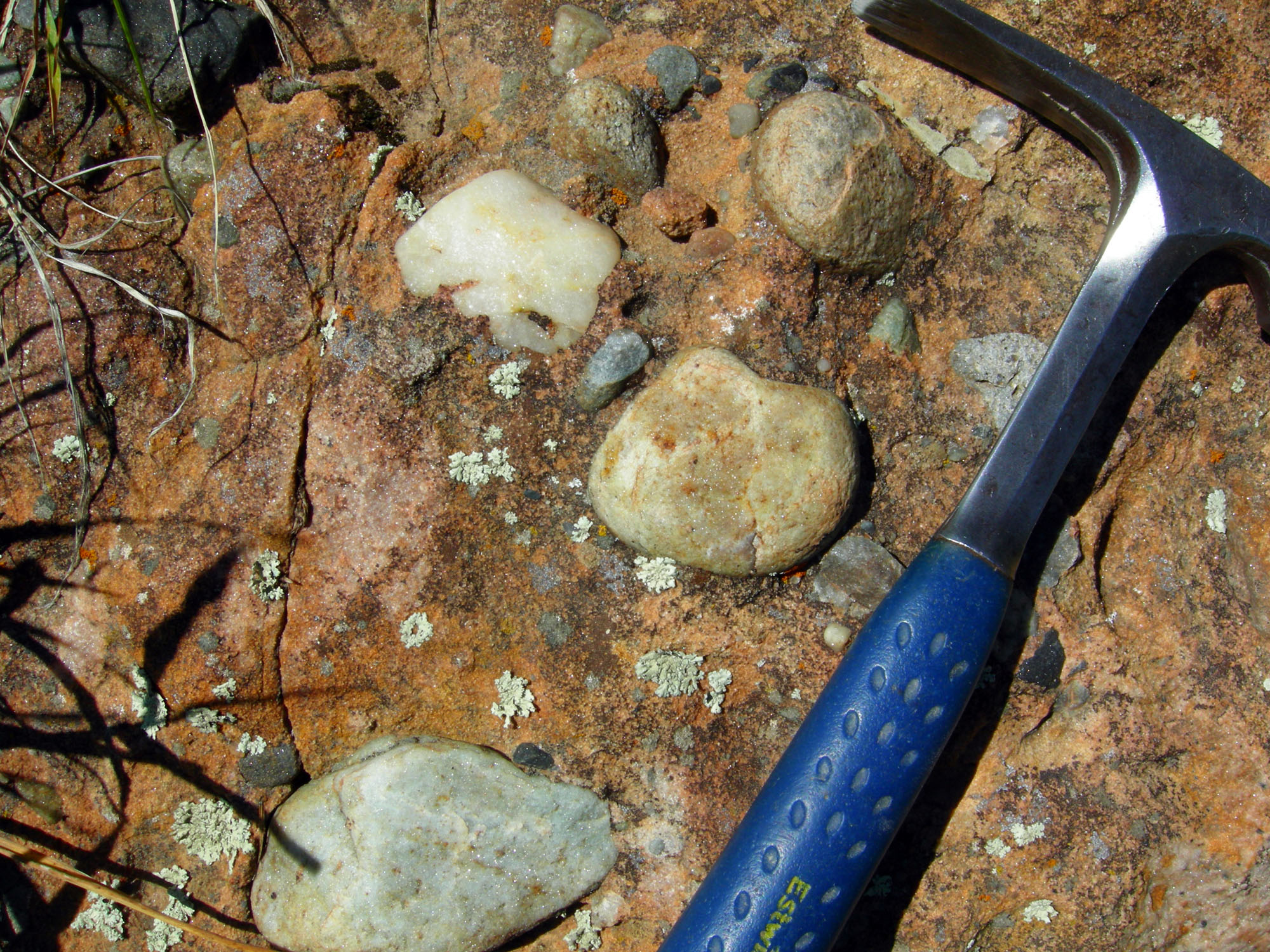
Konglomerat

Konglomerat är en sedimentär bergart som består av ett finkornigt matrix, och innehåller mer eller mindre rundade bollar, som har sitt ursprung i andra bergarter. Dessa bollar har bildats genom att en annan bergart har blivit utsatt för vittring och eroderats bort. Resterna är de bollar som omlagras i konglomeratet. Konglomerat avsätts exempelvis i strömmande miljöer, såsom floder, där det finare materialet transporteras längre bort, och det grövre blir kvar närmare ursprungskällan. Ju rundare bollarna är desto längre transportsträcka har de haft från sitt ursprung till den plats de sedimenterat på.